# Phacussa oconnori
Phacussa oconnori är en snäckart som först beskrevs av Powell 1941.  Phacussa oconnori ingår i släktet Phacussa och familjen Charopidae. Inga underarter finns listade i Catalogue of Life.